# Río Tana (Noruega-Finlandia)

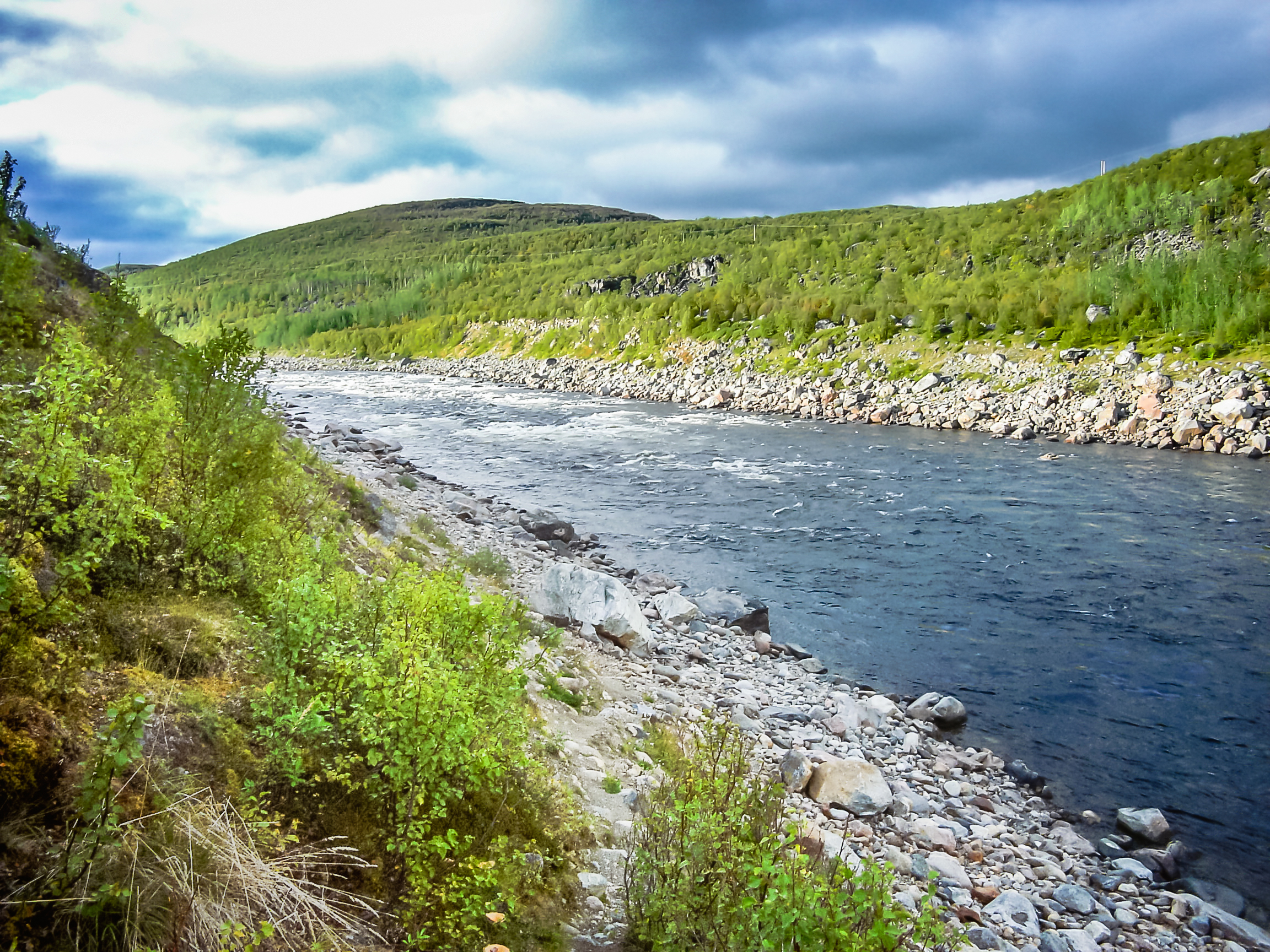
Río Tana (Teno) cerca de Nuorgam, visto desde el lado finlandés.

El río Tana o Teno (en finés: Teno o Tenojoki; en sami septentrional, Deatnu; en noruego: Tanaelva; en sueco: Tana älv), es un destacado río del norte de la península escandinava, de  318 km de longitud que discurre por la región de Sápmi y desemboca en el fiordo de Tana, en el mar de Barents (océano Ártico). Administrativamente, el río corre por el condado noruego de Finnmark y la región finlandesa de Laponia finlandesa. El nombre sami del río significa «Gran río». El río se forma de la unión de los ríos Anarjohka (152,9 km) y Karasjohka (166 km), cerca de la localidad de Karigasniemi.
En su curso superior marca durante 256 km la frontera entre Finlandia y Noruega, entre el municipio finés de Utsjoki y los noruegos de Karasjok y Tana. El río es el tercero en longitud de Noruega.
El río Tana es bien conocido por su excelente pesca de salmón y es el río más productivo en salmones de Noruega. El récord mundial del salmón atlántico lo tiene un salmón capturado en el Tana; tenía 36 kg de peso y fue cogido en 1929 por el difunto Nils Mathis Walle.
En el verano, hay normalmente dos carreteras de hielo desde diciembre a abril. Estas carreteras tienen un peso límite de dos toneladas, pero pocas limitaciones adicionales.
El puente sobre el Tana fue construido en 1948; su arco más amplio es de 195 metros. El puente sami en Utsjoki fue construido en 1993.
El río desemboca en el fiordo de Tana. La desembocadura del río es uno de los más grandes deltas de Europa.